# قيقب أسود
القيقب الأسود (باللاتينية: Acer nigrum) هو أحد أنواع النباتات التي تنمو في المناطق الشماليّة كروسيا، وأوروبا، وكندا، وغيرها، وقد إتخذت كندا من ورق القيقب شعاراُ لها على علمها الوطنيّ عام 1965م. وهناك الكثير من أنواع القيقب؛ كالقيقب الأحمر، والقيقب الأمرد، والقيقب الإيبيري، والقيقب الإيطالي، والقيقب البنسلفاني، والقيقب التركمانيّ، والقيقب الحقليّ، والقيقب الدلبيّ، والقيقب الدرعيّ، والقيقب الجلديّ، وغيرها الكثير الكثير من أنواع القيقب.
وهذا النوع من القيقب ينتمي للفصيلة الصابونيّة، وتنتشر زراعته بكثرة في الجنوب الشرقي لكندا، والشمال الشرقيّ للولايات المتحدة الأمريكيّة ومنه يتم استخراج عصير القيقب أو عصير الإسفندان. يصنع هذا العصير من القيقب السكري إمّا القيقب الأحمر وإمّا القيقب الأسود، حيث أنّ النسغ الموجود فيه ينتج شراباً مركزّاُ ذهبيّ اللون ومن ثمّ يتمّ تدويره. وممّا يجدر ذكره، أنّ الشراب المستخرج من شجر القيقب السكري لا يستخرج منه إلّا بعد أن يبلغ عمر الشجرة ثلاثين عاماً على الأقلّ.

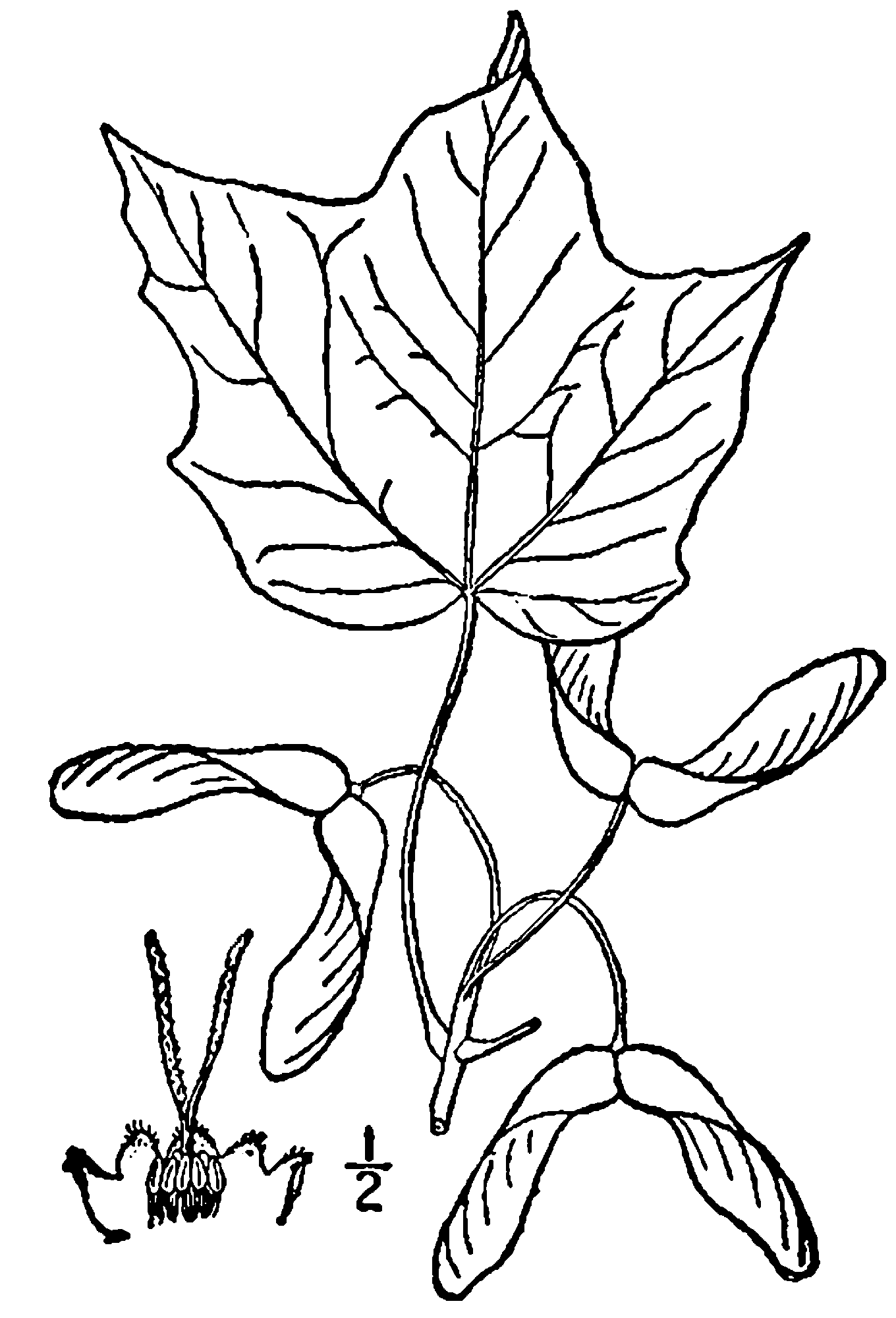
رسم توضيحي من عام 1913 مأخوذة من كتاب أزهار كندا والولايات الشمالية المصور

## روابط خارجية
- Winter ID pictures
- Interactive Distribution Map of Acer nigrum